# 地侍
地侍（じざむらい）は、室町中期から安土桃山期にかけて見られた侍身分の一種。もともとは、農業を営んでいたり、名主などの有力百姓だった者が、守護大名や在地の国人領主などと主従関係を結び、侍身分を獲得した。「土豪」と呼ばれることもあるが、土豪＝地侍ではない。土豪とは広義には、広域を支配する領主や在地の大豪族に対して、特定の「土地の小豪族」、その地域の「在地の小豪族」という意味もあり、その場合は、地侍の主筋になる在地領主も含まれるからである。
地侍たちは、侍身分となることで、中央の守護や、在地の国人のような領国支配者の下で小領主となることを指向していたが、支配者から見れば、地侍は在地百姓の有力者に過ぎず、被支配者と見なされがちであった。土一揆の時代には一揆の中核として活躍し、中には、村落から離脱して、自らの地位を武士に特化する地侍もおり、戦国期に入ると、戦国大名やその幕下の大身の国人領主の家臣として系列化された。地侍層は、戦国大名や国人領主から加地子（地代＝中間得分）の徴収権を保証される代わりに、家臣となり、戦時には軍役を果たす義務を負った。江戸期の大名・旗本には、このような地侍を出自とする家も少なくない。
しかし、大多数の地侍は、侍身分でありながら村落に在住し、村落の指導者としてあり続けた。こうした地侍たちは、安土桃山期の兵農分離（刀狩など）によって郷士や再度、百姓身分に戻り、庄屋・名主・肝煎・番頭など村の指導者としての地位に就くことが多かった。